# Music Markup Language
Music Markup Language（MML、えむえむえる）とは音楽を記述するためのXMLベースのマークアップ言語である。音楽オブジェクトとイベントを記述するためのXMLの初期のアプリケーション。
MMLは、 IEEE 1599標準など、後の音楽マークアップ形式で一般的に使用される機能を開拓した。これらの機能には、基盤としてのXMLの使用、音楽オブジェクトまたはイベントを包括的に説明する機能（従来の楽譜や1つの演奏の確定的な録音用に機械可読形式を提供するだけではない）がいくつかある。
この包括的な情報をモジュール（後の作業でレイヤーと呼ばれることが多い）に分割し、メタデータ、歌詞、表記法、サウンド、およびパフォーマンス用の個別のモジュールを利用     。MMLを使用すると、書かれた音節、音素、伝統的記譜法音符、ピッチ、リズム間の関係を柔軟かつ拡張可能な方法で表現できる。 